# Tapeinosperma pennellii
Tapeinosperma pennellii är en viveväxtart som beskrevs av André Guillaumin. Tapeinosperma pennellii ingår i släktet Tapeinosperma och familjen viveväxter. Inga underarter finns listade i Catalogue of Life.